# Anna Pawłowska (1912–2005)
Anna Pawłowska (ur. 9 sierpnia 1912 w Barchowie, zm. 14 listopada 2005 w Warszawie) – żołnierz Polskiej Armii Ludowej, major Wojska Polskiego, dama Krzyża Srebrnego Virtuti Militari.

## Życiorys
Córka Piotra Zdanowskiego i Marianny z domu Żółkowskiej. W Warszawie ukończyła w 1930 r. żeńskie Gimnazjum Jankowskiej i Statkowskiej a następnie kurs Szkoły Zawodowej „Społem". Przed wybuchem II wojny światowej pracowała w Związku Zawodowym Pracowników Spółdzielczych i studiowała na Wolnej Wszechnicy Polskiej.
Od września 1939 r. była członkiem Komendy Obrońców Polski w Okręgu Warszawskim. Pełniła funkcję kurierki i kolporterki podziemnych czasopism. W jej mieszkaniu znajdował się jedne z punktów kontaktowych KOP. Była przydzielana do oddziałów bojowych biorących udział w akcjach zbrojnych na terenie Mazowsza. Po przekształceniu KOP w Polską Armię Ludową pełniła funkcję kurierki i oficera do zleceń specjalnych Oddziału VII KG PAL na Okręg Warszawski i Radomsko-Kielecki.
Wzięła udział w powstaniu warszawskim, walczyła na Woli, Starym Mieście oraz Mokotowie. Po kapitulacji powstania przedostała się z oddziałem męża w okolice Piaseczna, gdzie doczekała nadejścia oddziałów Armii Czerwonej.
Po 1945 r. znalazła zatrudnienie w organizacjach kombatanckich (m.in. ZBoWiD), w 1953 r. ukończyła bibliotekoznawstwo na Uniwersytecie Warszawskim i rozpoczęła pacę w bibliotece Szkoły Głównej Gospodarstwa Wiejskiego w Warszawie.
Rany z okresu okupacji zmusiły ją do wcześniejszego przejścia na emeryturę. Nawiązała kontakt z Kołem Żołnierzy AK w Londynie, jako kurierka przemycała do Polski legitymacje i emblematy Krzyża Armii Krajowej. Za swą działalność była aresztowana przez Służbę Bezpieczeństwa, a po uwolnieniu inwigilowana. W 2001 r. została awansowana na stopień majora Wojska Polskiego. 
Zmarła 14 listopada 2005 r., została pochowana na Cmentarzu Wojskowym na Powązkach.

## Życie prywatne
W listopadzie 1939 wyszła za mąż za por. Mieczysława Pawłowskiego.

## Ordery i odznaczenia
- Krzyż Srebrny Virtuti Militari (1970),
- Krzyż Walecznych (1944),
- Medal Zwycięstwa i Wolności 1945 (1945),
- Krzyż Partyzancki (1946),
- Krzyż Armii Krajowej (1972).